# 彗星跳跃者
彗星跳跃者（英語：Comet Hopper）是一项曾向美国宇航局发现计划提交的着陆器任务提案，如果被选中的话，它将环绕并多次登陆“46P/维塔宁彗星”(Wirtanen)。该提案任务由马里兰大学学院市分校的“杰西卡·桑雪”(Jessica Sunshine)主持，洛克希德·马丁公司负责建造航天器，而戈达德太空飞行中心则负责任务管理。

## 历史
彗星跳跃者任务是2010年度发现计划评选中三项最终入围提案之一，并在2011年5月获得了300万美元用作进一步详细概念研究的资金。
另外两个任务是洞察号和泰坦海洋探测器，在2012年8月的审查后，美国宇航局最终选择了“洞察号”任务 

## 科学目标
彗星跳跃者任务在7.3年的运行周期中将进行三次主要的探测活动。一是在距地球约4.5个天文单位处与维塔宁彗星交会，测绘制彗核固体表面的空间异质性以及彗发所排放的气体和尘埃-环彗核周围模糊的外裹层。远程测绘还将测定慧核的结构、地质过程和彗发机制等。在抵达维塔宁彗星后，探测器会接近并登陆，然后跳到彗星上的另一处位置；二是当彗星接近太阳时，探测器会进行多次着陆和跳跃，以记录彗星活跃期间表面所发生的变化；三是在距地球1.5个天文单位处进行最后一次彗星登陆。

## 另请参阅
- 商博良探测器
- 火星间歇泉跳跃者
- 罗塞塔号
- 特里同跳跃者